# 巴特诺因阿尔-阿尔韦勒
巴特诺因阿尔-阿尔韦勒（德語：Bad Neuenahr-Ahrweiler，發音：[baːt ˌnɔʏənʔaːɐ̯ˈʔaːɐ̯vaɪlɐ] ⓘ）是德国莱茵兰-普法尔茨州阿尔韦勒县的城市，也是阿尔韦勒县的县治，面积63.38平方千米，2023年12月31日人口为27,647人。